# المصينعة (حضرموت)
المصينعه هي إحدى قرى الجمهورية اليمنية. تتبع جغرافيا لمحافظة حضرموت وإداريًا لمديرية الريده وقصيعر. يبلغ تعداد سكانها 1387 نسمة حسب الإحصاء الذي أجري عام 2004.